# Prefectura de Shizuoka
La prefectura de Shizuoka (静岡県, Shizuoka-ken) és una prefectura del Japó localitzada a la regió de Chūbu, a l'illa de Honshū. A data d'octubre de 2020, la prefectura de Shizuoka tenia una població total de 3.618.972 persones en una superfície total de 7.777 quilòmetres quadrats. La prefectura de Shizuoka limita amb la prefectura de Kanagawa a l'est, amb la prefectura de Yamanashi al nord-est, amb la prefectura de Nagano al nord i amb la prefectura d'Aichi a l'oest.
La capital prefectural és la ciutat de Shizuoka, tot i que el municipi més poblat n'és la ciutat de Hamamatsu. Altres municipis importants són les ciutats de Fuji, Numazu i Iwata. La prefectura de Shizuoka es troba fent costa amb l'oceà pacífic, ocupant gran part de la seua costa la badia de Suruga, que separa la península d'Izu de la resta de la prefectura. Destaca també el llac Hamana, considerat un dels llacs més grans de tot el Japó. El mont Fuji, el volcà més gran i alt del Japó i important símbol nacional, es troba localitzat parcialment a la prefectura, a la frontera amb la prefectura de Yamanashi. La prefectura de Shizuoka té una important història automobilística, sent bressol de les companyies Honda, Suzuki, Yamaha i tenint el Fuji Speedway.
En l'àmbit polític, el governador prefectural n'és en Heita Kawakatsu des del 7 de juliol de 2009.

## Persones il·lustres
- Kazuaki Nagasawa
- Kazumi Takada